# Andonis Samaras

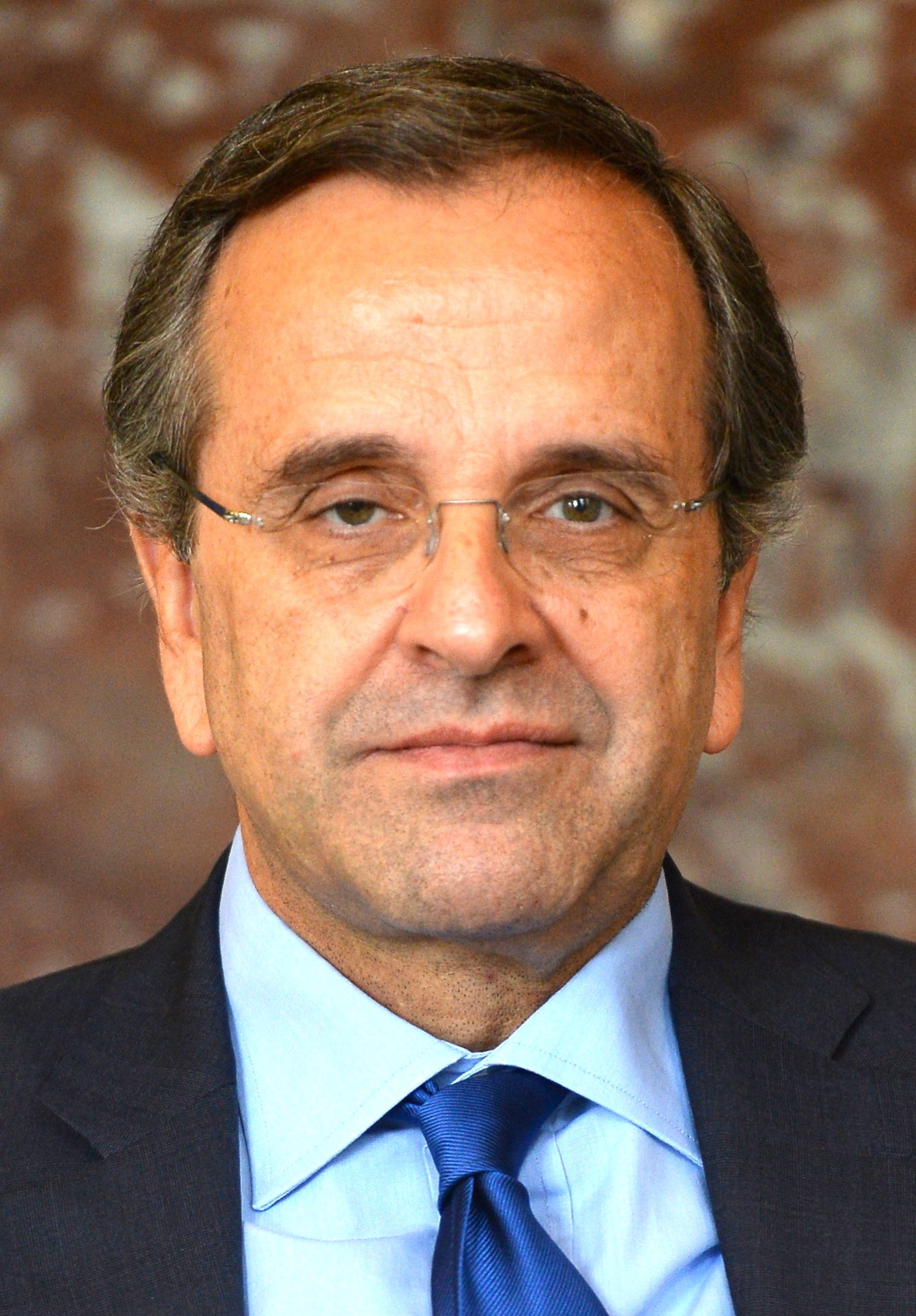
Andonis Samaras (2014)

Andonis Samaras (häufig auch Antonis Samaras; griechisch Αντώνης Σαμαράς, * 23. Mai 1951 in Athen) ist ein griechischer Politiker. Er war zwischen 2009 und Juli 2015 Vorsitzender der konservativen Partei Nea Dimokratia (ND). Vom 20. Juni 2012 bis zum 26. Januar 2015 war er Premierminister Griechenlands.

## Leben
Der Sohn eines griechischen Kardiologen absolvierte am US-amerikanischen Amherst College ein Studium der Wirtschaftswissenschaften, das er 1976 an der Universität Harvard mit einem MBA abschloss. Er ist verheiratet mit Georgia Kritikou und hat zwei Kinder. Er war Mitglied des griechischen Parlaments von 1977 bis 1996 und ist es wieder seit 2007 als Abgeordneter der Nea Dimokratia (ND).

## Politische Laufbahn
Unter Ministerpräsident Tzannis Tzannetakis war Samaras Finanzminister und von 1990 bis 1992 Außenminister in der Regierung von Konstantinos Mitsotakis. Er galt als „Falke“ im Streit um die Benennung der ehemaligen jugoslawischen Republik Mazedonien und anderen nach seiner Auffassung nationalen Fragen und beschwor eine „orthodoxe Achse“ auf dem Balkan.
Wegen seiner Kompromisslosigkeit in der mazedonischen Frage wurde er 1992 als Minister entlassen. Mitsotakis dagegen verwendete in der Öffentlichkeit den Namen Mazedonien von Skopje und war einem Kompromiss gegenüber aufgeschlossen, vorausgesetzt, dass die ehemalige Jugoslawische Republik Mazedonien die Forderung nach einer Anerkennung der mazedonischen Minderheit in Griechenland aufgebe. 1992 schrieb Samaras an die Außenminister der Europäischen Gemeinschaft, dass die Gründung der „föderativen Republik von Skopje nach 1945 als der Beginn einer Annexion der makedonischen Provinzen in den Nachbarländern Bulgarien und Griechenland betrachtet wurde“ und dass Tito auch die griechischen Kommunisten unterstützt habe, „weil er sich die Kontrolle über griechisches Makedonien erhoffte“.

### Parteigründung
Samaras gründete seine eigene Partei Politiki Anixi (griechisch Πολιτική Άνοιξη ‚Politischer Frühling‘) rechts von der Nea Dimokratia. Er führte damit das Ende der Regierung seines früheren Mentors Mitsotakis und nach den Parlamentswahlen von 1993 die Rückkehr der Oppositionspartei PASOK an die Macht herbei.
Der „Politische Frühling“ erreichte bei den Parlamentswahlen 1993 4,9 % der Stimmen und zehn Sitze im griechischen Parlament. Bei den Wahlen zum Europäischen Parlament 1994 gewann er mit 8,7 % zwei Sitze. Sein Niedergang begann mit den griechischen Parlamentswahlen 1996, bei denen er mit 2,94 % knapp an der Dreiprozenthürde für einen Einzug ins Parlament scheiterte. Bei den Europawahlen 1999 erlangte er mit 2,3 % ebenfalls keinen Sitz. An den griechischen Parlamentswahlen 2000 beteiligte sich der „Politische Frühling“ nicht, Samaras unterstützte öffentlich die Nea Dimokratia. Dies wurde von vielen als Versuch einer Aussöhnung angesehen, um seine Rückkehr in diese Partei und die Fortsetzung seiner politischen Karriere zu ermöglichen.

### Rückkehr zur Nea Dimokratia

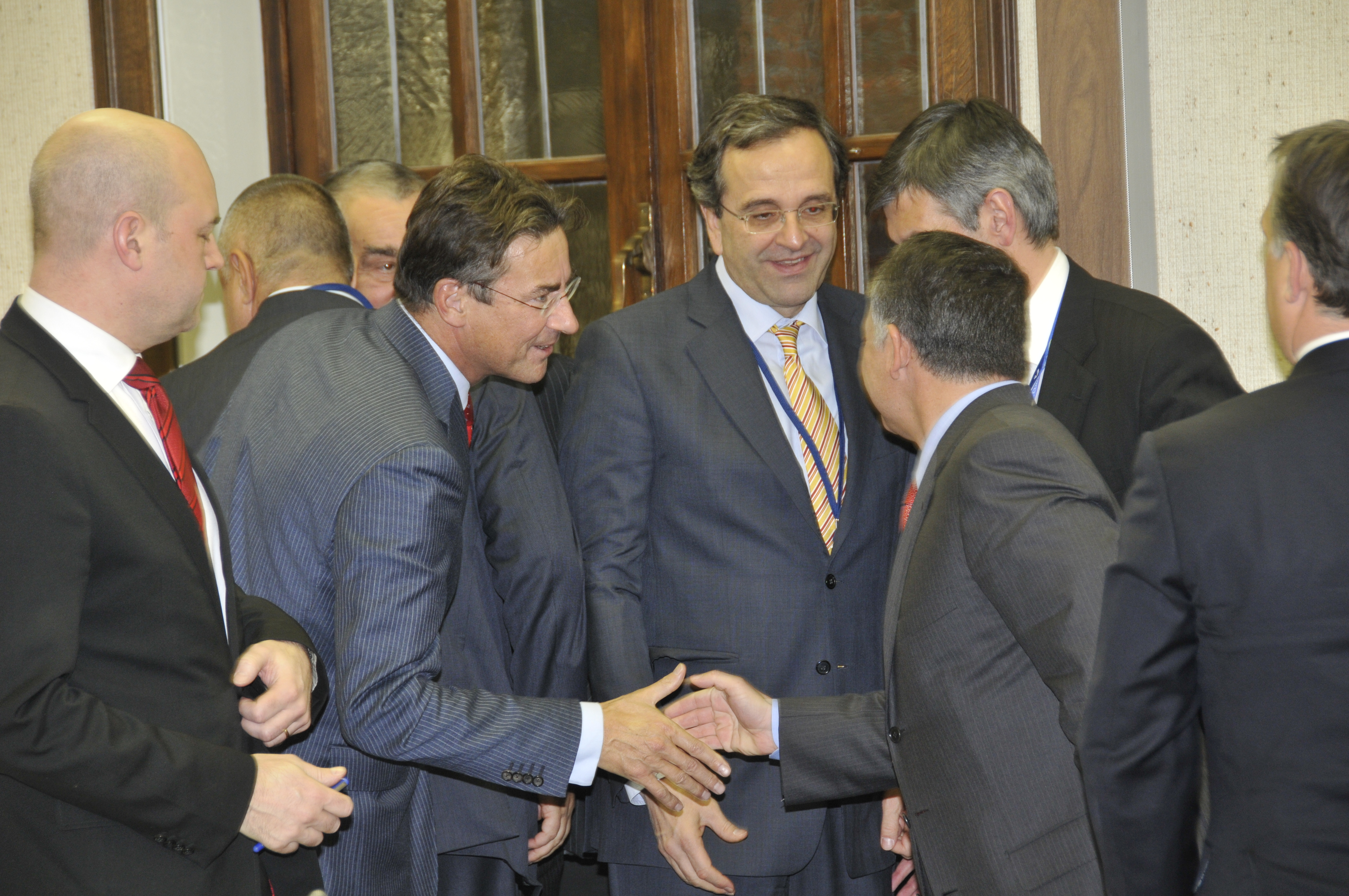
Samaras auf einem Treffen der Europäischen Volkspartei (2010)

Vor den griechischen Parlamentswahlen 2004 schloss sich Samaras wieder der Nea Dimokratia an und wurde bei der Europawahl 2004 zum Mitglied des Europäischen Parlaments gewählt.
Bei den griechischen Parlamentswahlen 2007 wurde Samaras für den Wahlkreis Messinia in das griechische Parlament gewählt und schied deshalb aus dem Europäischen Parlament aus. Im Januar 2009 wurde er nach einer Regierungsumbildung bis zur Wahl im Oktober 2009 Kulturminister. Nach der Wahlniederlage der Nea Dimokratia kandidierte er – unter anderen gegen die frühere Außenministerin Dora Bakogianni – für den Parteivorsitz. Am 29. November 2009 wurde er in direkter Wahl von den Parteimitgliedern gewählt.
Die von der PASOK von 2009 bis 2011 von Papandreou geführte Regierung (Kabinett Giorgos Papandreou) verlor infolge der durch die Finanzkrise erforderlichen Sparpolitik und der Wirtschaftsrezession alsbald an Rückhalt. Samaras weigerte sich lange, die von der Europäischen Union, dem Internationalen Währungsfonds und der EZB geforderten Spar- und Reformmaßnahmen zu unterstützen und forderte Neuwahlen. Auch an der Übergangsregierung von Loukas Papadimos beteiligte sich die ND nur eingeschränkt und unter der Bedingung baldiger Neuwahlen. Bei der Wahl am 6. Mai 2012 wurde die Nea Dimokratia, obwohl sie mit 18,9 Prozent das schlechteste Wahlergebnis seit ihrer Gründung erzielte, wieder stärkste Partei. Das Mandat zur Bildung einer Koalitionsregierung, das er als Anführer der stärksten Fraktion vom Staatspräsidenten Karolos Papoulias verfassungsgemäß erhielt, gab er bereits nach wenigen Stunden wieder zurück. Nachdem auch die Vorsitzenden der zweit- und drittstärksten Kraft, Alexis Tsipras (SYRIZA) und Evangelos Venizelos (PASOK), mit der Regierungsbildung scheiterten, löste sich das Parlament erneut auf und führte somit Neuwahlen herbei.
Samaras erhielt im Wahlkampf von der deutschen Kanzlerin Angela Merkel, dem französischen Präsidenten François Hollande, dem italienischen Ministerpräsidenten Mario Monti und anderen europäischen Spitzenpolitikern Unterstützung durch die Warnung an die griechischen Wähler, ein Wahlsieg von Syriza stelle den Verbleib des Landes in der Eurozone in Frage.

### Ministerpräsident Griechenlands
Bei der Parlamentswahl am 17. Juni 2012 wurde die ND mit 29,7 Prozent erneut stärkste Kraft, im Vergleich zur Wahl vom 6. Mai 2012 legte sie um 10,8 Prozentpunkte zu. Die Partei SYRIZA von Alexis Tsipras, die sich im Wahlkampf für ein Ende der Sparmaßnahmen ausgesprochen hatte, wurde mit 26,9 Prozent wiederum zweitstärkste Kraft. Dennoch erreichten mit ND und PASOK die beiden Parteien eine parlamentarische Mehrheit (162 zu 138 Sitze), die am eingeschlagenen Sparkurs und an der Umsetzung von Reformen festhalten wollten. Nachdem sich ND und PASOK mit der Demokratischen Linken auf die Bildung einer Regierung geeinigt hatten, wurde Samaras am 20. Juni 2012 als griechischer Ministerpräsident vereidigt. Eines der wichtigsten Ziele von Samaras war die Streckung des Zeitrahmens der EU-Hilfskredite. Samaras wollte das Land, insbesondere im öffentlichen Dienst, gleichzeitig auf Sparkurs und zudem in der Euro-Zone halten.
Nachdem Samaras ohne Rücksprache mit seinen Koalitionspartnern die sofortige Schließung des staatlichen Rundfunks ERT angeordnet hatte, verließ die DIMAR die Regierung. Samaras setzte sie als große Koalition mit der PASOK fort, deren Vorsitzender Evangelos Venizelos als stellvertretender Ministerpräsident und Außenminister in die Regierung eintrat.
Der von Samaras am 7. Dezember 2014 vorgestellte erste ausgeglichene Haushalt Griechenlands seit Jahrzehnten war weder mit der Troika noch mit der Euro-Gruppe abgestimmt. Die Prognosen standen im Widerspruch zu den Berechnungen der Geldgeber. Zusätzlich wurden wegen der festgefahrenen Verhandlungen zwischen der Troika und der Regierung Samaras die im Rettungsprogramm vereinbarten Gelder 2014 nicht mehr bereitgestellt. Obwohl Samaras’ Koalitionsregierung über keine erforderlichen Mehrheiten verfügte, verkündete er am nächsten Tag die Präsidentschaftswahl vorzuziehen. Nachdem sein Kandidat Stavros Dimas nicht den erforderlichen Stimmenanteil erhalten hatte, musste eine vorgezogene Parlamentswahl ausgerufen werden. Aus dieser ging die linksgerichtete SYRIZA unter Alexis Tsipras als Sieger hervor. Samaras schied als Ministerpräsident am 26. Januar 2015 aus dem Amt.

### Oppositionspolitik
Nach seiner Wahlniederlage 2015 befand sich Samaras erneut in der Rolle des Oppositionsführers. Wie schon im Jahr 2009 nach der Übernahme der Parteiführung war er schärfster Kritiker der neuen Regierung. Anfang Februar warf er in seiner Rede vor dem Parlament zur Regierungserklärung von Ministerpräsident Tsipras diesem vor, dessen Regierung, vor allem Finanzminister Yanis Varoufakis, hätten das Land zu neuen Spar- und Reformauflagen geführt, während er selbst gerade dabei gewesen sei, Griechenland bereits Ende Februar aus der Austerität zu führen. Diese Kritik wiederholte er auch bei einer Rede vor einem innerparteilichen Ausschuss der Konservativen am 8. März 2015. Dort sprach er davon, dass er dabei gewesen sei, das Land noch in diesem Jahr aus der Austeritätspolitik zu führen. Obwohl die Kritik an der Regierung von der Mehrheit der Abgeordneten der Partei getragen wurde, mehrten sich auch Stimmen, die seine Führungsrolle in Frage stellten und ihn aufforderten, einen außerplanmäßigen Parteitag einzuberufen. Samaras wies diese Forderung zurück und erklärte, ein Parteitag wäre nur dann vonnöten, wenn es um die Frage der Parteiführung gehe. Er selbst habe bereits zwei Tage zuvor bei einer Fraktionssitzung erklärt, dass er zwar nicht mit seinem Posten verheiratet sei, aber eine Führungsfrage zum jetzigen Zeitpunkt nur der Regierung nützen würde, wenn sich die stärkste Partei der Opposition nicht vereint präsentiere. Diese Auffassung teilten aber nicht alle Fraktionsmitglieder. Während sich Abgeordnete wie Kyriakos Mitsotakis oder auch Makis Voridis hinter Samaras stellten, waren es vor allem Dora Bakogianni und Nikos Dendias, die auch öffentlich weiterhin auf einem Parteitag bestanden, der die zukünftige Ausrichtung der Partei neu definieren und die Rolle Samaras’ erörtern solle.
Als Folge des Nein-Sieges beim Referendum vom 5. Juli 2015 erklärte Samaras seinen Rücktritt als Parteivorsitzender.